# Dada Mail
Dada Mailは、ウェブベースのメーリングリスト管理システムで、告知用リストに向いている。Dada Bridgeというプラグインを使うように設定すると、討論用リストの作成にも使えるようになる (cronジョブを設定する必要がある)。
Dada MailはGNU一般公衆利用許諾契約書の条項の下に配布される自由ソフトウェアであり、Perlで書かれている。

## 仕様
Dada Mailは閉回路オプトイン (Closed-Loop Opt-in) 式の登録と閉回路オプトアウト (Close-Loop Opt-out) 式の登録解除ができ、告知専用あるいは討論用のリストで複雑なメッセージを送信でき、送られたメッセージをアーカイブ （蓄積）して閲覧、検索、再送信したり、RSSやatom形式のフィードとしたりできる。
伝統的な電子メールのメーリングリストソフトウェア（たとえばMajordomo） とは異なり、Dada Mailには、コマンドを電子メールで送る形の電子メールインタフェースがない。そのかわり、ほとんどのメーリングリスト運用をウェブベースの「コントロール・パネル」(control panel) で行う。閉回路オプトインによる登録では確認のための電子メールメッセージを送るが、その中身は一意な確認用URLが書いてあるだけである。

## 歴史
Dada Mailは1999年12月に初めて書かれ、2000年1月にバージョン1.0としてリリースされた。これはJustinのコロラド大学ボルダー校での1回生の前期と後期の間にあたる。元の名前はMojo Mailで、Justineがある非営利の顧客のためにMajordomoの電子メールインタフェースと格闘したすえに、このソフトウェアの後継となるものを作りたいと思うようになったことから名づけられた。
「Mojo」という言葉そのものは、ドアーズの楽曲『L.A.ウーマン』の歌詞の一節から採られた。
Mr. Mojo Risin'
これはジム・モリスン (Jim Morrison) のアナグラムである。
2003年12月1日にこのプログラムの名前は変わった。Justin SimoniがMediaplex Inc.の代理人弁護士から、この名が同社の商標を侵しているとの信書を受け取ったためである。名前はDada Mailになった。「Dada」は20世紀初頭の反芸術運動を指す。JustinはDada Mailを観念的な芸術作品ととらえていた。